# Berenice Menegale
Berenice Régnier Menegale, também conhecida como Berenice Menegale (Belo Horizonte, 1 de janeiro de 1934), é uma pianista, gestora e educadora musical brasileira. Fundou e dirige a Fundação de Educação Artística (FEA) desde 1963. Além da brilhante carreira como musicista, ela é reconhecida pelo incansável trabalho na FEA e também como produtora cultural.

## Biografia
Berenice Menegale é a única mulher entre os cinco filhos do professor e ex-reitor do Colégio Estadual Central Heli Menegale e da pianista Odette Régnier. Avessa a comentar sobre sua vida pessoal, a pianista e educadora é eloquente quando fala sobre seu trabalho e a Fundação de Educação Artística. “É isso que é importante”, justifica. Filha do professor e ex-reitor do Colégio Estadual Heli Menegale e da pianista Odette Régnier, natural de Passo Quatro, sul de Minas Gerais, ela tem mais quatro irmãos – três são vivos – Danilo, Julio, Maurílio e Cid (falecido). A descoberta da música ocorreu dentro de casa. “Minha mãe sabia tocar piano, como boa parte das moças da geração dela. Mas o piano ficou um pouco de lado, porque ela tinha que cuidar das crianças. Acabei descobrindo aquele instrumento maravilhoso dentro de casa com apenas 3 anos e comecei tocando de ouvido [Via um primo “tirar” foxtrots e, querendo fazer o mesmo, o mandava tirar os dedos das teclas e lhe ceder o lugar]. Não teve jeito. Isso acontece com muitas crianças. Ter um instrumento em casa é uma oportunidade para se descobrir esse universo”, afirma.

## Formação
"Para mim, tocar piano sempre foi uma coisa muito natural porque eu tinha o maior prazer tanto em tocar como de brincar de boneca, era uma atividade como qualquer outra, não tinha mistério. Gosto sempre de lembrar isso porque acredito que o aprendizado da criança precisa ser prazeroso, pode até não ser tão divertido, mas o próprio estudo tem que dar prazer a ela". Aos 15 anos, ela foi estudar Piano em Paris e teve a companhia da mãe na capital francesa. Pouco tempo depois, acabou se diplomando pela Academia de Música de Viena, na Áustria. Durante a temporada europeia – mesmo já iniciando uma carreira como solista – Berenice passou a vislumbrar um trabalho dedicado à educação. “Quando voltei ao Brasil, com 29 anos, acabei idealizando, ao lado dos músicos e amigos Sergio Magnani, Eduardo Hazan, Vera Nardelli e Venicio Mancini, o projeto da Fundação de Educação Artística. Hazan, que veio de Santos, depois de conhecer Vera Nardeli, filha do professor Francisco Campos, diretor do Conservatório Mineiro de Música. Em seguida chegaram Mancini e Magnani que, em 1950, deixou as fileiras do Exército Italiano e veio ensinar sua arte em meio às montanhas. Embarcaram na proposta de Berenice e o quinteto foi se alojar na casa de Klauss Vianna, professor de dança clássica que se transferira para a Bahia. Um pequeno sobrado da Avenida Bias Fortes, alugado com um piano e um telefone.
"Ficou cada vez menos importante para mim a minha profissão de pianista, que eu nunca deixei. Continuo tocando até hoje, mas foi suplantada com o tempo que dedico ao meu trabalho. A Fundação me absorveu e me absorve demais. O peso foi muito maior para esse lado da formação, da educação, mas nunca deixei de tocar”, enfatiza a pianista.
Berenice diz que ensinar é, na verdade, uma grande oportunidade de aprendizado para o professor. “O maior prazer é receber alunos que amam o que fazem. O prazer do professor vem da disposição do aluno. Costumo dizer que não é meramente uma aula de piano. Quem está sendo formado é o aluno através do instrumento. Por isso friso que a música não é tão importante, mas a educação musical. É a chance de a criança ser educada com música, que é algo extraordinário.”

## Carreira
A pianista e professora Berenice Menegale demonstrou desde muito pequena seu pendor para a música. Seu professor até 1948 foi Pedro de Castro, aluno de Henrique Oswald. Aos 13 anos recebeu a seguinte crítica do Jornal Estado de Minas:[...] Dotada de forte temperamento musical, Berenice Menegale sabe viver com emoção as paginas que executa, emprestando-lhes um pouco de sua alma. É uma artista no real sentido de palavra, pois é portadora de uma mensagem que sabe comunicar a todos os homens, É nos impossível permanecer impassíveis diante de suas emoções. Nela tudo é sincero e simples, não utilizando jamais efeitos para arrancar aplausos da plateia. Estes vêm naturalmente, como testemunhas da compreensão, por parte do publico, do valor excepcional dessa criança que será, sem duvida, uma autentica gloria da nossa arte interpretativa. [...] (ESTADO DE MINAS, 03/10/1947). Em 1947, Guiomar Novaes, uma das pianistas mais importantes do mundo, expert em Chopin e Schumann, chegou a Belo Horizonte. Veio se apresentar a convite da Cultura Artística, instituição da qual o pai de Berenice foi o primeiro presidente. Guiomar passava as tardes na casa dos Menegale tocando piano com aquela menina de 12 anos, dando aulas a ela. Tempos depois, promoveu um recital de Berenice em São Paulo. Estimulada por Guiomar Novaes, foi para a França em 1949, quando ingressou no Curso Superior do Conservatório Nacional Superior de Música e Dança de Paris, ali sendo orientada por Jean Doyen. Em 1951 e 1952 permaneceu em Belo Horizonte, onde estudou várias disciplinas musicais com Sergio Magnani. Em 1953 voltou à Europa para estudar com Jozéf Turczynski, aluno de Ferruccio Busoni e deu recitais na Suíça e na Itália. Voltou mais tarde à Europa para estudar na Academia de Música de Viena, onde obteve o diploma de concertista.
De volta ao Brasil, percorreu o país em recitais e concertos com orquestras. A experiência muito rígida, vertical e tensa vivida em Paris no início da década de 50 fez Berenice idealizar outro estilo de aprendizado de música - uma escola livre, aberta, democrática, onde a experimentação e a criatividade pudessem ser amplamente estimulada. 
Em 1963, o professor Heli Menegale, pai de Berenice, era chefe de gabinete de Darcy Ribeiro, Ministro da Educação, de João Goulart. Darcy encantou-se com o projeto de Berenice e ofereceu todas as facilidades para que ela o implantasse na UNB - Universidade Nacional de Brasília. Falou mais alto a vocação montanhesa e a escola ficou em Minas, com importante ajuda do ministro que garantiu um ano de aluguel adiantado e a aquisição de quatro pianos Essenfelder. Estava criada a Fundação de Educação Artística, um movimento cultural – mais que escola.
"Um dos propósitos da instituição desde o princípio era ter uma parte cultural importante, desde o ano de 1963 já colocávamos paralelamente às aulas uma programação para o domingo de manhã e já naquela época chamávamos de Manhãs Musicais, programa voltado para a divulgação da música do século 20, quer dizer, já com a mentalidade de preservar a música contemporânea, que sempre foi uma das marcas da fundação", diz a professora.
Como pianista Berenice prioriza em seu repertório aspectos culturais e renovadores. Executou séries integrais do repertório, gravou quase a totalidade da obra para piano de Ígor Stravinski para a Rádio MEC e estreou numerosas obras de compositores mineiros nos Ciclos de Música Contemporânea da década de oitenta.
Por 50 anos manteve um duo para piano e voz, com o barítono Eladio Pérez-Gonzáles (1926-2020).
Participou dos Festivais de Maio dirigidos pelos pianistas Celina Szrvinsk e Miguel Rosselini ministrando Master Classes, além de, até os dias de hoje, dar aulas de piano na Fundação de Educação Artística.

## Atuação Cultural
Para Berenice, a sua maior realização foi fazer parte da criação do Festival de Inverno da UFMG, em 1967, ao lado dos professores Haroldo Matos, da Escola de Belas-Artes da Universidade Federal de Minas Gerais e Maria Clara Dias Paes, da Fundação de Educação Artística.
Foi professora na Escola de Música da Universidade Federal de Minas Gerais entre 1975 e 1999.
Em 03 de março de 1988, a Câmara Municipal de Belo Horizonte concedeu à Berenice Menegale a Comenda do Mérito Artístico por seu desempenho à frente da Fundação de Educação Artística.
Atuou, na década de 1990, nas administrações de Belo Horizonte e de Minas Gerais como Secretária de Cultura. Em sua gestão, dentre outras realizações, foi oficializada a criação do Festival Internacional de Teatro, Palco e Rua.
Faz parte do Conselho Administrativo do Instituto Cultural Orquestra Filarmônica de Minas Gerais, a qual ajudou a fundar em 2008